# Wojcieszków
Wojcieszków è un comune rurale polacco del distretto di Łuków, nel voivodato di Lublino.
Ricopre una superficie di 108,61 km² e nel 2004 contava 7 072 abitanti.